# Karl Oskar Medin
Karl Oskar Medin, né le 14 août 1847 à Axberg, Örebro (Suède) et mort le 24 décembre 1927 à Stockholm, est un pédiatre suédois qui étudia en détail la poliomyélite, la tuberculose et les méningites.

## Biographie
Docteur en médecine de la prestigieuse université d'Uppsala en 1880, Medin fut nommé professeur de pédiatrie à l'Institut Karolinska en 1884, puis professeur émérite en 1914. Il donna son nom, associé à celui de Jakob Heine, à la poliomyélite (maladie de Heine-Medin). 
Avait avancé le caractère infectieux de la tuberculose avant que Koch ne mette en évidence le bacille.